# Eridanul (constelație)
Eridanul este o constelație aflată în nordul ecuatorului ceresc. Numele ei provine din greaca veche:  Ἠριδανός (Eridanos), fiind un nume alternativ al fluviului Pad. Probabil i-a fost dat acest nume întrucât constelația pare un râu pe cer.

## Descriere și localizare
Eridanul este una dintre cele mai întinse constelații (a șasea ca suprafață). Începe de sub Orion) - chiar de lângă Rigel - și curge ca un râu sinuos până adânc în cerul sudic. Constelația nu este foarte vizibilă întrucât numai patru stele ating o magnitudine aparentă mai mică de 3. De la noi este vizibilă numai partea nordică. Steaua ε Eridani se găsește la o distanță de Soare de numai 10,7 a-l fiind astfel una dintre cele mai apropiate stele de noi.
În constelația Eridanul se găsește cel mai întins spațiu gol (vid) cunoscut, cu o întindere de un miliard de ani-lumină. În acest spațiu gol se presupune că nu există nicio stea, nicio galaxie, nicio gaură neagră și nu sunt nici măcar indicii ale existenței materiei întunecate.

## Obiecte cerești
- IC 2118
- NGC 1232
- NGC 1291
- NGC 1300

Coordonate:  03h 15m 00s, −29° 00′ 00″